# Erich Mirek
Erich Mirek (* 15. November 1912 in Naßlettel, Provinz Posen; † 12. September 2004 in Berlin) war ein deutscher Schauspieler.

## Leben
Bereits in den 1930er Jahren gehörte Mirek zur Arbeiterrevue Das Rote Sprachrohr von Maxim Vallentin. Nach der Machtübergabe an die Nationalsozialisten war er 1934 kurzzeitig in Haft und arbeitete danach als Kfz-Schlosser.
Seine Schauspielausbildung absolvierte er 1949 am  Deutschen Theaterinstitut – Schloss Belvedere in Weimar. Theaterengagements führten Mirek von Weimar an das Maxim-Gorki-Theater, zu dessen Ensemble er bis in die 1980er Jahre gehörte.
Daneben betätigte sich Mirek seit 1953 auch in Film und Fernsehen und verkörperte 1965 im Film Solange Leben in mir ist den Paradesozialisten Wilhelm Pieck.

## Filmografie (Auswahl)
- 1953: Jacke wie Hose
- 1953: Die Störenfriede
- 1954: Der Fall Dr. Wagner
- 1954: Ernst Thälmann – Sohn seiner Klasse
- 1956: Besondere Kennzeichen: keine
- 1956: Treffpunkt Aimée
- 1957: Sheriff Teddy
- 1957: Polonia-Express
- 1958: Tatort Berlin
- 1959: Die Premiere fällt aus
- 1960: Fernsehpitaval: Der Fall Haarmann (Fernsehreihe)
- 1962: Christine und die Störche (nach dem Kinderbuch Die Schwalbenchristine von Fred Rodrian)[1]
- 1962: Wenn Du zu mir hältst
- 1963: Sonntagsfahrer
- 1964: Als Martin vierzehn war
- 1965: Solange Leben in mir ist
- 1966: Spur der Steine
- 1966: Der Staatsanwalt hat das Wort: Am Mozartplatz (TV-Reihe)
- 1967: Geschichten jener Nacht (Episode 1)
- 1967: Blaulicht – Nachtstreife (TV-Reihe)
- 1968: Abschied
- 1969: Der Staatsanwalt hat das Wort: Die Falschmeldung
- 1972: Trotz alledem!
- 1976: Nelken in Aspik
- 1977: Dantons Tod (Studioaufzeichnung)
- 1978: Ich zwing dich zu leben
- 1979: Einfach Blumen aufs Dach
- 1979: Das Ding im Schloß
- 1980: Unser Mann ist König (TV-Serie)
- 1981: Die lange Ankunft des Alois Fingerlein (TV)

## Synchronsprecher
- 1957: Martin Růžek … als Kral in Der Weg zu Dir

## Theater
- 1950: Stefan Brodwin: Der Feigling – Regie: Willy Semmelrogge (Deutsches Theater-Institut Weimar)
- 1951: Anatolij Surow: Das grüne Signal (Kondratjew) – Regie: Achim Hübner/Maxim Vallentin (Deutsches Theater-Institut Weimar)
- 1952: Boris Lawrenjow: Für die auf See (Funker) – Regie: Maxim Vallentin (Maxim-Gorki-Theater Berlin)
- 1954: Gerhart Hauptmann: Der Biberpelz (Wolff) – Regie: Werner Schulz-Wittan (Maxim-Gorki-Theater Berlin)
- 1956: Johannes R. Becher: Der Weg nach Füssen – Regie: Maxim Vallentin (Maxim-Gorki-Theater Berlin)
- 1957: Miroslav Stehlik: Bauernliebe (Mühlenbesitzer) – Regie: Werner Schulz-Wittan (Maxim-Gorki-Theater Berlin)
- 1958: Heiner Müller/Inge Müller: Der Lohndrücker (Balke) – Regie: Hans Dieter Mäde (Maxim-Gorki-Theater)
- 1958: Heiner Müller/Inge Müller: Die Korrektur – Regie: Hans Dieter Mäde (Maxim-Gorki-Theater Berlin)
- 1961: Heinrich von Kleist: Der zerbrochne Krug (Ruprechts Vater Veit) – Regie: Maxim Vallentin (Maxim-Gorki-Theater Berlin)
- 1962: Lajos Mesterházi: Das elfte Gebot – Regie: Horst Schönemann/Helfried Schöbel (Maxim-Gorki-Theater Berlin)
- 1964: Manfred Bieler: Nachtwache – Regie: Hans-Joachim Martens (Volksbühne Berlin – Theater im III. Stock)
- 1968: Seán O’Casey: Der Stern wird rot (Gelbhemden-Führer) – Regie: Kurt Veth (Maxim-Gorki-Theater Berlin)
- 1969: Michail Schatrow: Bolschewiki (Volkskommissar) – Regie: Fritz Bornemann (Maxim-Gorki-Theater Berlin)